# Armen Godel
Pour les articles homonymes, voir Godel.
Armen Godel, né à Genève le 6 octobre 1941, est un comédien, un metteur en scène et un écrivain suisse, de mère arménienne, qui vit toujours à Genève.

## Biographie
Son père, Robert Godel, était un grand linguiste, spécialiste de la langue arménienne. Le poète Vahé Godel, né en 1931, est son frère.
En tant qu'acteur, Armen Godel est apparu dans près d'une trentaine de films, dans des rôles relativement secondaires. Il incarnait par exemple le médecin dans Les Choristes en 2004.
Passionné de théâtre nô et traducteur du japonais, Armen Godel monte notamment des œuvres de Racine, Corneille ou Mishima, les imprégnant du yūgen (mot typique du nô que René Sieffert traduit par « charme subtil »).

## Œuvres littéraires
- 1989 : Le Maître de nô (préface de Michel Butor), Albin Michel, réed. 2004
- 1990 : Mes algues d'Osaka, Prix Pittard de l'Andelyn 1992[2]
- 1994 : Isola Bella, Prix Lipp Suisse 1995
- 2010 : Joyaux et fleurs du nô
- 2010 : La Maison Kizuki et autres rencontres théâtrales, Ed. MētisPresses

## Comédien

### Théâtre
- 1964 : Le Trèfle fleuri de Rafael Alberti, mise en scène Pierre Debauche, Théâtre Daniel Sorano Vincennes
- 1999 : L’Inspecteur général de Nikolaï Gogol, mise scène Matthias Langhoff, Théâtre national de Bretagne, Théâtre des Amandiers

### Cinéma
- 1974 : L'Escapade de Michel Soutter
- 1977 : Repérages de Michel Soutter
- 1991 : Jacques & Françoise de Francis Reusser
- 2001 : La Plage noire de Michel Piccoli
- 2004 : Les Choristes de Christophe Barratier
- 2012 : À perdre la raison de Joachim Lafosse
- 2016 : Sept Jours (Sette Giorni) de Rolando Colla

### Télévision
- 1994 : Julie Lescaut, épisode 7, saison 3 : Charité bien ordonnée…, d'Yvan Butler — Melico

## Metteur en scène
- 1969 : Le Testament du chien de Ariano Suassuna. Création mondiale en français. Production du Théâtre de l'Atelier, avec une scénographie et des costumes de Jean-Claude Maret. Présentée en plein air au Parc de Grange de Genève du 9 au 28 août 1969[3].